# مسجد الدباغين (طليطلة)
كان مسجد الدباغين موجودًا في مدينة طليطلة بالأندلس (إسبانيا حاليًا) وحولها القشتاليون إلى كنيسة بعض سقوط الأندلس وغيّروا الاسم إلى كنيسة سان سيباستيان. وهي محمية بموجب قائمة المواقع التراثية ذات الأهمية الثقافية في إسبانيا.

## نبذة تاريخية
تظهر الأبحاث الأثرية أن المبنى شُيِّد في القرن العاشر ووُسِّع في القرن الحادي عشر على شكل مسجد يسمى الدباغين (تنقحر إلى "Adabaquín" بالإسبانية). كانت قريبة من باب الدباغين السابقة (المعروفة باسمها الإسباني Puerta de los Curtidores التي لها نفس المعنى) ومن الحمامات المعروفة الآن باسم Baños de Tenerías .
بعد مرور بعض الوقت على استعادة طليطلة عام 1085، أصبح المبنى كنيسة تابعة لإحدى الرعايا الست التي سمح فيها ألفونسو السادس ملك ليون وقشتالة باستخدام الطقوس المستعربية. يعود تاريخ إعادة بنائها المعماري إلى أواخر القرن الثاني عشر أو القرن الثالث عشر.

## العمارة
تتسم الكنيسة بحالتها الحالية بخصائص الطراز المعماري المدجني، مع زخارفها العربية الغنية. يُظهر برج الكنيسة خصائص المئذنة السابقة التي كانت قائمة في مكانها والتي تعود إلى القرن الخامس عشر. 